# 宋村乡 (内黄县)
宋村乡，是中华人民共和国河南省安陽市内黄县下辖的一个乡镇级行政单位。

## 行政区划
宋村乡下辖以下地区：
东沟村、北沟村、西沟村、菜园村、小朋固村、安梧桐村、翟梧桐村、西梧桐村、兰庄村、代宋村、王宋村、董宋村、田宋村、周宋村、来宋村、车固村、小洞村、东屯村、陈庄村、黄庄村、纪庄村、屯东村、屯西村、张海村、李行村和解放村。